# 黄眉霸鹟
黄眉霸鹟（学名：Satrapa icterophrys），是雀形目霸鹟科的一种鸟类，属于单型的黄眉霸鹟属（学名：Satrapa）。

## 特征
黄眉霸鹟体重约21.5克，翼长约86.6毫米，喙宽度约4.2毫米，喙厚度约4毫米，嘴峰长约16.8毫米，跗蹠长约18.8毫米，尾长约68.7毫米。
黄眉霸鹟是候鸟，栖息在灌木林，它们是食肉动物，主要以昆虫、蜘蛛等陆生无脊椎动物为食。它们分布在秘鲁东南部至阿根廷北部，巴西东部和南部，以及委内瑞拉。